# Castiglione di Ravenna
Castiglione di Ravenna est une frazione de la commune de Ravenne dans la province de Ravenne de la région Émilie-Romagne. Elle se trouve sur la rivière Savio entre les villes de Cervia et Forlì.